# Eimir McSwiggan
Eimir McSwiggan (* asi 1979 Irsko) je irská horolezkyně a reprezentantka v ledolezení, vicemistryně Evropy v ledolezení na obtížnost.

## Výkony a ocenění
- 2019–2022: finalistka mezinárodních závodů
- 2023: vicemistryně Evropy

### Závodní výsledky
| Mistrovství světa v ledolezení | Mistrovství světa v ledolezení |
| Rok                            | 2022                           |
| ------------------------------ | ------------------------------ |
| Obtížnost                      | 15                             |

| Světový pohár v ledolezení | Světový pohár v ledolezení | Světový pohár v ledolezení | Světový pohár v ledolezení |
| Rok                        | 2019                       | 2020                       | 2023                       |
| -------------------------- | -------------------------- | -------------------------- | -------------------------- |
| Obtížnost                  | 3                          | 13                         | 5                          |
| jednotlivě* (0/1/2)        | 8,,(9),4,8,                | 12,26,18                   | 4,,14                      |
|                            |                            |                            |                            |
| Rychlost                   | —                          | 41-45                      | —                          |
| jednotlivě* (0/0/0)        | —                          | 19-27,-,-                  | —                          |

* poznámka: napravo jsou poslední závody v roce
| Mistrovství Evropy v ledolezení | Mistrovství Evropy v ledolezení | Mistrovství Evropy v ledolezení | Mistrovství Evropy v ledolezení | Mistrovství Evropy v ledolezení |
| Rok                             | 2020                            | 2021                            | 2022                            | 2023                            |
| ------------------------------- | ------------------------------- | ------------------------------- | ------------------------------- | ------------------------------- |
| Obtížnost                       | 17                              | —                               | —                               | 2                               |

| Evropský pohár v ledolezení | Evropský pohár v ledolezení |
| Rok                         | 2022/2023                   |
| --------------------------- | --------------------------- |
| Obtížnost                   | 8                           |
| jednotlivě* (0/0/0)         | 7,9,11,?                    |

* poznámka: napravo jsou poslední závody v roce